# Gunichi Mikawa
Gunichi Mikawa (Japans: 三川 軍一, Mikawa Gun'ichi) (Hiroshima, 29 augustus 1888 - 25 februari 1981) was een viceadmiraal in de Japanse Keizerlijke Marine die onder meer tijdens de Tweede Wereldoorlog vocht in de aanval op Pearl Harbor, de Slag bij Midway en vooral de Zeeslag bij het eiland Savo.

## Loopbaan
Mikawa studeerde in 1910 af aan de Academie van de Japanse Keizerlijke Marine als 3e van 149 cadetten. Hij diende als adelborst op de kruisers Asama en Soya en op de slagschepen Satsuma en Kongō. Van 1913 tot 1914 volgde hij een opleiding in scheepsgeschut en torpedo's.
Eind 1914 voer hij met de kruiser Aso naar China. Daarna voer hij op de torpedobootjager Sugi en het troepentransportschip Seito.
Hij studeerde verder aan het College voor Oorlog op Zee.
Van 1919 tot 1920 maakte hij als luitenant deel uit van de Japanse afvaardiging van de conferentie in Frankrijk over het Verdrag van Versailles.
In de jaren 20 diende hij als navigator op het slagschip Haruna en de kruisers Tatsuta, Ikoma en Aso.
Hij gaf dan opleiding over torpedo's.
Als commandant reisde hij naar de onderhandeling over het Verdrag van Londen (1930).
Daarna werd hij militair attaché in Parijs.
Tegen 1930 keerde hij als kapitein-ter-zee terug naar Japan voor administratieve taken.
In de jaren 30 voerde hij het bevel over de zware kruisers Aoba en Chokai en het slagschip Kirishima.
Op 1 december 1936 werd hij schout-bij-nacht. Van 1 september 1936 tot 15 november 1937 was hij stafchef van de 2e vloot.
Van 1937 tot 1939 werkte hij op de generale staf.
Hij ging dan terug op zee als bevelhebber van eskaders kruisers en slagschepen en werd op 15 november 1940 viceadmiraal.

## Tweede Wereldoorlog
Tijdens de aanval op Pearl Harbor leidde Mikawa de 3e divisie slagschepen die de aanval dekte. Mikawa viel ook vrachtschepen aan in de Indische Oceaan en nam deel aan de Slag bij Midway.
Van 14 juli 1942 tot 1 april 1943 voerde Mikawa het bevel over de 5e vloot vanuit de basissen op Rabaul op Nieuw-Brittannië en Kavieng op Nieuw-Ierland onder meer in de Slag om Guadalcanal en de Zeeslag bij de Oostelijke Salomonseilanden.
In de nacht van 8 op 9 augustus 1942 leidde Mikawa zware kruisers en een torpedobootjager in de Zeeslag bij het eiland Savo. Hoewel hij overwon, oogstte hij kritiek omdat hij de vrachtschepen met munitie niet had vernietigd. Op de terugtocht naar Rabaul torpedeerde de Amerikaanse onderzeeboot USS S-44 de Japanse kruiser Kako. Na de oorlog hield Mikawa vol, dat hij op grond van de gegevens waarover hij beschikte juist beslist had.
In de nacht van 13 op 14 november 1942 beschoot Mikawa vanaf kruisers het strategisch belangrijke vliegveld Henderson Field.
Mikawa kreeg de schuld voor het verlies van de Salomonseilanden en werd teruggeroepen naar de Filipijnen. Mikawa zei tegen het opperbevel dat de gevechten om de Salomonseilanden erop neer kwamen om soldaten, matrozen, piloten en schepen in een zwart gat te storten.
Van april tot september 1943 vervulde hij in Japan taken aan wal.
Van 3 september 1943 tot 18 juni 1944 kreeg Mikawa het bevel over de zuidelijke vloot in de Filipijnen.
Van 18 juni tot 1 november 1944 kreeg hij het bevel over de kleine zuidwestelijke vloot en de uitgedunde 13e luchtvloot in de Filipijnen.
Na de Slag in de Golf van Leyte in oktober 1944 vervulde hij taken aan wal. In mei 1945 verliet hij de marine.

## Na de oorlog
Mikawa leefde teruggetrokken en overleed in 1981. Hij werd 92.
In de film Tora! Tora! Tora! uit 1970 vertolkt Fujio Suga de rol van Mikawa.
In 1992 bracht de Republiek van de Marshalleilanden een herdenkingspostzegel uit met Mikawa en de Long Lance torpedo.

## Militaire loopbaan
- Adelborst (海軍少尉候補生 Kaigun shōi kōhosei), Japanse Keizerlijke Marine: 18 juli 1910[3]
- Luitenant ter Zee 3e klasse (海軍少尉 Kaigun-shōi), Japanse Keizerlijke Marine: 1 december 1911[3]
- Luitenant ter Zee 2e klasse (海軍中尉 Kaigun-chūi), Japanse Keizerlijke Marine: 1 december 1913[3]
- Luitenant ter Zee 2e klasse (oudste categorie) (海軍大尉 Kaigun-daii), Japanse Keizerlijke Marine: 1 december 1916[3]
- Luitenant ter zee 1e klasse (海軍少佐 Kaigun-shōsa), Japanse Keizerlijke Marine: 1 december 1922[3]
- Kapitein-luitenant ter zee (海軍中佐 Kaigun-chūsa), Japanse Keizerlijke Marine: 1 december 1927[3]
- Kapitein-ter-zee (海軍大佐 Kaigun-daisa), Japanse Keizerlijke Marine: 1 december 1931[3]
- Schout-bij-nacht (海軍少将 Kaigun-shōshō), Japanse Keizerlijke Marine: 1 december 1937[3]
- Viceadmiraal (海軍中将 Kaigun-chūjō), Japanse Keizerlijke Marine: 15 oktober 1941[3]

## Onderscheidingen
- Orde van de Rijzende Zon
  - 3e Klasse[4]
  - 4e Klasse[5]
- Orde van de Heilige Schatten
  - 2e Klasse[6]
- 1937 China Incident medaille[7]
- Groot Oostelijke-Aziatische Oorlogsmedaille[7]